# Myrmecaelurus nigrigradatus
Myrmecaelurus nigrigradatus är en insektsart som beskrevs av C.-k. Yang in C.-k. Yang och X.-l. Wang 2002. Myrmecaelurus nigrigradatus ingår i släktet Myrmecaelurus och familjen myrlejonsländor. Inga underarter finns listade i Catalogue of Life.